# Psoriasis
Psoriasis er en arvelig hudsygdom, der kan vise sig stort set alle steder på kroppen – oftest i form af kløende udslæt og tør hud. Psoriasis er svær at helbrede og kan i de fleste tilfælde kun holdes nede.
Navnet stammer fra oldgræsk ψωρίασις psoríasis, der igen kommer fra ψώρα, psóra – "kløe".
Sygdommen viser sig oftest i 10 – 30 årsalderen; men store afvigelser kan forekomme.
Den rammer mænd og kvinder med samme hyppighed, i alt ca. 2-3% af befolkningen.
Der er forskellige former for psoriasis med forskellig udbredelse og forløb.
Ofte starter det med små røde hævelser der vokser i størrelse og efterhånden bliver dækket med skæl.

## Almindelig psoriasis
Psoriasis vulgaris er den mest udbredte form, og den kan komme til udtryk på forskellige måder.
- Dråbeformet psoriasis
Dråbeformet psoriasis (Guttat psoriasis) kan være et forstadium til pletpsoriasis. Psoriasispletterne ligner små dråber, der kan dække store områder på huden. Denne form for psoriasis går ofte i sig selv igen.
- Pletpsoriasis
Plet psoriasis (Plaque psoriasis) er den mest almindelige form. Der ses tykke røde pletter dækket af tykke hvidlige skæl. Typiske områder er knæ, albuer, lænd eller hårbund, men det kan forekomme overalt.
- Hårbundspsoriasis
Næsten halvdelen af alle psoriasispatienter har hårbundspsoriasis. Det sidder ofte i hårgrænsen over ørene eller i nakken. I sjældne tilfælde kan der forekomme hårtab som følge af hårbundspsoriasis.
- Neglepsoriasis
Omkring 25-50 % af psoriasispatienterne oplever forandringer i neglene. Det ses oftest som små punktformede fordybninger i neglen, som også kaldes fingerbølprik. Der ses også ofte en gulfarvning af neglen. I svære tilfælde bliver neglen tykkere, evt. helt ødelagt. Det kan være svært at skelne mellem neglesvamp og neglepsoriasis.
- Hudfoldspsoriasis
Invers psoriasis er kendetegnet ved at det sætter sig i lukkede områder – armhuler, skridt, under brysterne eller mellem ballerne. Der er ikke skæl; men røde ofte sviende områder.

## Sjældnere former
- Pustuløs psoriasis
En sjældnere form hvor der ses gullige pusfyldte blærer, oftest på håndflader og fodsåler. Pustuløs psoriasis og Pustulosis palmo-plantaris ligner hinanden til forveksling
- Universel psoriasis
Der kommer store røde plamager over hele kroppen, og man kan føle sig utilpas og have feber.
- Psoriasisgigt
Omkring 5-10% af psoriasispatienter har også psoriasisgigt (psoriasis arthritis), der kan minde meget om andre gigtformer.

## Behandling af Psoriasis
Behandling af psoriasis er ofte vanskelig og med bivirkninger. De forskellige former for psoriasis kan hver især have varierende styrke. Almindelig psoriasis kan være alt fra få pletter til hele kroppen dækket.
De fleste steder benyttes inddeling af sværhedsgrad med; Let, Moderat og Svær uanset form. Sværhedsgraden og medicinske bivirkninger hænger sammen. Med øget sværhedsgrad øges de medicinske bivirkninger.
Behandling af psoriasis er meget individuel, virkningen af medicin er forskellig fra person til person. Hudlægen må ofte prøve sig frem.
Årsagen til psoriasis er ukendt, men der er kendte faktorer der kan sætte udbrud i gang: Voldsom stress, betændelse i kroppen, alkohol og rygning menes også at have betydning.
Blå lysbehandling er en ny form for lysbehandling af mild til moderat pletpsoriasis. Behandlingen sker med kortbølgede LED-lysdioder,[1] den er UV-fri og kan benyttes hjemme. Det blå LED-lys stimulerer en række naturlige processer,[2] som huden har svært ved selv at regulere, når man har psoriasis. Lyset reducerer betændelsestilstande i huden og dæmper overproduktionen af hudcellerne, keratinocytter, som skaber det skællede hudlag, der normalt kendetegner pletpsoriasis.[3]